# Drapieren (Fertigungsverfahren)
Das Drapieren ist das Aufbringen von flächigen Halbzeugen auf gekrümmte Oberflächen.
Zum Anpassen an die Kontur müssen die Halbzeuge gestreckt und verzogen werden. Je nach Bindungs- und Vernähungsart der Gewebe und Gelege ändert sich deren Drapierbarkeit.
Diese Fertigungstechnik findet Anwendung beim Herstellen von Faserverbundwerkstoffen aus flächigen Halbzeugen, beispielsweise aus Glas- oder Kohlenstofffaserhalbzeugen (Matte, Gelege, Gewebe oder Prepreg).